# From Dusk to Dawn
From Dusk to Dawn från 1997 är den svenska jazzsångerskan Carin Lundins debutalbum.

## Låtlista
Låtarna är skrivna av Carin Lundin om inget annat anges.
1. Side by Side (Harry Woods/Gus Kahn) – 3:13
2. Ask and Answer (Martin Östergren/Carin Lundin) – 2:39
3. Dream – 4:17
4. Grandma – 3:45
5. Gravy Waltz (Ray Brown/Steve Allen) – 3:24
6. It's Your Colour – 4:42
7. Too Many – 5:30
8. Hello Young Lovers (Richard Rodgers/Oscar Hammerstein) – 3:24
9. We – 4:32
10. You're Driving Me Crazy (Walter Donaldson) – 3:01
11. After You've Gone (Turner Layton/Henry Creamer) – 4:49
12. Finally (Red Mitchell) – 5:37

## Medverkande
- Carin Lundin – sång
- Magnus Lindgren – tenorsax, flöjt
- Martin Östergren – piano
- Esbjörn Öhrwall – gitarr
- Mattias Welin – bas
- Johan Löfcrantz Ramsay – trummor, slagverk